# Bauera microphylla
Bauera microphylla är en tvåhjärtbladig växtart som beskrevs av Franz e Wilhelm Sieber och Dc.. Bauera microphylla ingår i släktet Bauera och familjen Cunoniaceae. Inga underarter finns listade i Catalogue of Life.